# Stephen Babalola
Stephen Babalola (Abidjan, 18 januari 1996) is een Nigeriaans voetballer.
Babalola werkte zijn jeugdopleiding af in de Qatarese Aspire Academy. In juni 2014 tekende hij een contract bij het Belgische KAS Eupen, waar hij op 1 augustus 2014 zijn debuut maakte in een wedstrijd tegen RAEC Mons.

## Clubstatistieken
| Seizoen | Club      | Competitie    | Competitie | Competitie | Beker | Beker | Internationaal | Internationaal | Totaal | Totaal |
| Seizoen | Club      | Competitie    | Wed.       | Dlp.       | Wed.  | Dlp.  | Wed.           | Dlp.           | Wed.   | Dlp.   |
| ------- | --------- | ------------- | ---------- | ---------- | ----- | ----- | -------------- | -------------- | ------ | ------ |
| 2014/15 | KAS Eupen | Tweede klasse | 27         | 1          | 1     | 0     | —              | —              | 28     | 1      |
| Totaal  | Totaal    | Totaal        | 27         | 1          | 1     | 0     | 0              | 0              | 28     | 1      |

Bijgewerkt op 24 juni 2015.